# Carlos Betancur
Carlos Alberto Betancur Gómez (Ciudad Bolívar, Antioquia, 13 de octubre de 1989) es un ciclista profesional colombiano.
Debutó como profesional en el equipo italiano Acqua & Sapone en 2011 y, tras estar 10 años corriendo para equipos de Europa en el más alto nivel del ciclismo, en abril de 2021 anunció que había decidido dejar de competir de manera temporal después de que algún medio de comunicación anunciara su retirada.

## Biografía

### Ciclismo amateur
Comenzó en el ciclismo en la cantera del club CICLEB dirigido por el entrenador Oscar Herrera. Después pasó al Orgullo Paisa, donde ganó etapas en Vuelta del Futuro (para jóvenes de 15 y 16 años) y en la Vuelta de Porvenir (para jóvenes entre 17 y 18 años). Ocupó el cuarto lugar en la prueba de ruta individual del Campeonato Panamericano Juvenil en Duitama en 2007, evento ganado por su compatriota Jeffri Romero.  En 2009 se adjudicó la Vuelta de la Juventud, además de una etapa. Ese mismo año participó del Campeonato Mundial en Ruta sub-23 en Mendrisio, logrando la medalla de plata al ser superado solamente por el francés Romain Sicard.
En 2010 haciendo parte de la selección colombiana ganó el Girobio, la versión amateur del Giro de Italia por delante de su compañero Edward Beltrán.

### Ciclismo profesional

#### 2011
Los buenos resultados obtenidos en Europa, le valieron un contrato con el equipo italiano Acqua & Sapone para 2011. Ese año debutó en el Giro de Italia finalizando en la posición 58 y logró un destacado 4.º puesto en la etapa 20 con final en Sestriere. Fue quinto en el Gran Premio Industria y Commercio Artigianato Carnaghese, en octubre consiguió su primera victoria como profesional, al vencer en el Giro de Emilia, y una semana después fue 9.º en el Giro de Lombardía.

#### 2012

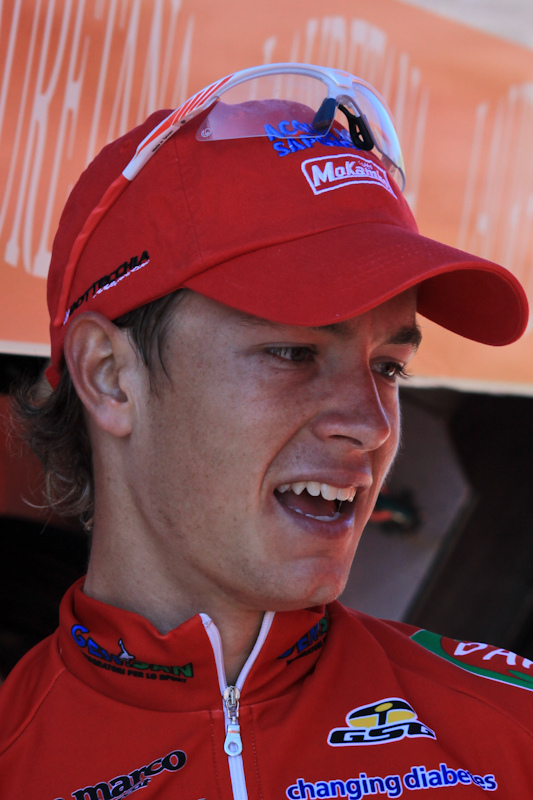
Betancur en el Giro de Italia 2011.

Gracias al director del equipo, Franco Gini que los puso en contacto, en 2012 comenzó a trabajar junto al excampeón italiano Michele Bartoli. Pero el principal objetivo de la temporada, el Giro de Italia, quedó truncado cuando en enero el Acqua & Sapone no obtuvo la invitación para participar.
Comenzó la temporada en la Strade Bianche como preparación para la Tirreno-Adriático. En abril fue 4.º en el Giro del Trentino, por detrás de Domenico Pozzovivo, Damiano Cunego y Sylwester Szmyd. Fue 2.º en dos de las etapas de montaña; la 2.ª que finalizó en Sant’Orsola Terme, detrás de Cunego y en la 4.ª con final en el Paso Pordoi donde fue superado por su compatriota Darwin Atapuma. Pocos días después fue 2.º en el Giro de Toscana.
Sin el Giro de Italia, en mayo participó de los Cuatro Días de Dunkerque. Allí nuevamente fue 4.º con una 2.ª posición de etapa. La primera victoria de la temporada llegó a fines de mayo cuando ganó la última etapa de la Vuelta a Bélgica. A principios de junio obtuvo la segunda victoria, el Trofeo Melinda y la tercera fue en septiembre cuando ganó la última etapa del Giro de Padania. A fines de ese mes fue 5.º en dos carreras la Milán-Turín y el Giro del Piemonte.
Con los resultados obtenidos, ya desde mediados de temporada estaba en la mira de varios equipos de primer nivel. En agosto aceptó la oferta del equipo francés Ag2r La Mondiale, lo que le permitía correr clásicas como la Lieja-Bastoña-Lieja o la Flecha Valona, carreras que el Acqua & Sapone no tenía acceso.

#### 2013
Cumplido el sueño de correr en un equipo ProTeam, debutó con el Ag2r a finales de enero en el Tour de San Luis. Las primeras buenas actuaciones de la temporada las tuvo en abril, en la Vuelta al País Vasco. Allí fue 7.º en la general, logrando ser 2.º y 4.º en dos etapas. Luego vinieron las Clásicas de las Ardenas; abandonó en la Amstel Gold Race, pero tres días después se recompuso y tras un ataque final en el muro de Huy, estuvo cerca de ganar la Flecha Valona, siendo finalmente 3.º al ser superado por Dani Moreno y su compatriota Sergio Henao. Nuevamente se destacó cuatro días después, en la Lieja-Bastoña-Lieja. No llegó al podio, pero fue 4.º, luego de atacar y romper el pelotón en la Cota de Saint-Nicholas a 5 kilómetros de la meta.
Formó parte del equipo en el Giro de Italia, con el objetivo de hacerse con la clasificación de los jóvenes y ganar una etapa. El primer objetivo lo logró, fue el mejor joven y 5.º en la clasificación general. Tuvo una dura lucha por el maillot blanco con el polaco Rafał Majka del Saxo-Tinkoff. Luego de la contrarreloj de la 8.ª etapa, Betancur quedó a 2 min de Majka. Con buenas actuaciones en las etapas de montaña  fue descontando la diferencia que le llevaba hasta llegar al primer lugar de la general de los jóvenes cuando fue 2.º en el Galibier. Al día siguiente cedió el maillot nuevamente al polaco en la cronoescalada a Polsa pero lo recuperó en la última oportunidad, la penúltima etapa con final en las Tres Cimas de Lavaredo donde fue 4.º. De la victoria de etapa estuvo cerca en varias oportunidades; fue 2.º tres veces, en las etapas 9 (Florencia), 10 (Altopiano de Montasio) y 15 (Galibier) y 3.º en la 14.ª (Bardonecchia).
Formó parte del equipo en la Vuelta a España, pero llegó fuera de forma y muy por debajo de su nivel. Nunca pudo estar entre los mejores y finalizó en la 126.ª posición a más de 4 horas del ganador.

#### 2014
Comienza la temporada con un objetivo, el Tour de Francia. Logra una victoria y la clasificación general del Tour du Haut Var. Llega a la París-Niza como uno de los favoritos y así lo demuestra ganando la general y dos etapas, logrando así ser el primer colombiano que gana esta prueba.
Abandonó en la Volta a Cataluña, al igual que le sucedió semanas después en la Vuelta al País Vasco.
Pese a ser el Tour su gran objetivo del año, y para el que llevaba tiempo preparándose, finalmente el propio Betancur se negó a correrlo, argumentando que tenía un virus, por lo que fue sancionado duramente por el director de Ag2r, Vincent Lavenu. Desde ese momento se especuló con su inmediata salida de la formación francesa.
Su gran objetivo entonces, pasó a ser la Vuelta a España. No obstante, le ocurrió lo mismo que el año anterior, llegó totalmente fuera de forma y sin rumbo, y acabó en la penúltima posición (158.ª).

#### 2015
Pese a que su salida del Ag2r para 2015 era casi más que una realidad, finalmente decidió seguir una temporada más con el conjunto francés.
No obstante, fue una pésima campaña para el colombiano, al igual que la anterior, ya que se volvió a quedar fuera del equipo para el Tour, y su resultado más destacado fue la 20.ª posición final en el Giro de Italia y 2.ª en la undécima etapa, muy lejos de lo que realizara dos años atrás.
En agosto, rescindió su contrato con la escuadra blanquiazul, debido a problemas personales, y en octubre de 2015, se confirmó su fichaje por el equipo español Movistar Team, tras tres años en el Ag2r.

#### 2016
Para 2016, fichó por el equipo español Movistar Team (donde coincidiría con sus compatriotas Nairo Quintana, Dayer Quintana y Winner Anacona) para las dos próximas temporadas, con el objetivo de recuperar su mejor nivel. El Bananito afirmó que para él era un sueño correr en un equipo tan grande, y formado por grandes ciclistas.
Debutó con su nuevo equipo en el mes de marzo, en la Milán-San Remo, y en abril obtuvo una victoria más de dos años después de obtener la París-Niza al imponerse en la primera etapa de la Vuelta a Castilla y León.

## Palmarés
2009
- Vuelta de la Juventud de Colombia
- 2.º en el Campeonato Mundial en Ruta sub-23

2010
- Girobio, más 2 etapas

2011
- Giro de Emilia

2012
- 1 etapa de la Vuelta a Bélgica
- Trofeo Melinda
- 1 etapa del Giro de Padania

2013
- Clasificación de los jóvenes del Giro de Italia

2014
- Tour du Haut-Var, más 1 etapa
- París-Niza, más 2 etapas

2016
- 1 etapa de la Vuelta a Castilla y León
- 1 etapa de la Vuelta a Asturias

2019
- Klasika Primavera

## Resultados en Grandes Vueltas y Campeonatos del Mundo
Durante su carrera deportiva ha conseguido los siguientes puestos en las Grandes Vueltas y en los Campeonatos del Mundo:
| Carrera         | Carrera         | 2011 | 2012 | 2013  | 2014  | 2015 | 2016 | 2017 | 2018 | 2019 | 2020 |
| --------------- | --------------- | ---- | ---- | ----- | ----- | ---- | ---- | ---- | ---- | ---- | ---- |
|                 | Giro de Italia  | 58.º | —    | 5.º   | —     | 20.º | Ab.  | —    | 15.º | —    | —    |
|                 | Tour de Francia | —    | —    | —     | —     | —    | —    | 18.º | —    | —    | —    |
|                 | Vuelta a España | —    | —    | 126.º | 158.º | —    | —    | Ab.  | —    | —    | —    |
| Mundial en Ruta | Mundial en Ruta | —    | 47.º | 35.º  | Ab.   | —    | —    | —    | —    | 14.º | —    |

—: no participa 

Ab.: abandono 

## Equipos
- Orgullo Paisa (2008-2010)
- Acqua & Sapone (2011-2012)
- Ag2r La Mondiale (2013-2015)
- Movistar Team (2016-08.2020)[10]